# ANA AVATAR XPRIZE
ANA AVATAR XPRIZE（エイ・エヌ・エー アバター エックスプライズ）は、Xプライズ財団によって運営されANAホールディングスをスポンサーとする、先端技術を用いて遠隔で周りの環境や人々と応対ができるアバターロボットを開発するコンテストである。期間は2018年3月からの4年間。賞金総額は1,000万ドル。

なおスポンサーであるANAホールディングスは、ANA AVATAR XPRIZEを含むアバター事業「アバター」を、距離、身体、時間などの制限を超える未来の「瞬間移動手段」と捉え、広くサービスを展開する構想を持つ。視覚・聴覚・触覚などを備えた、「ANAアバター」を遠く離れた場所から遠隔操作することによって、距離や時間の制限を受けることなくコミュニケーションや行動を実現することを目指した。

## 概要
2018年3月12日（アメリカ東部夏時間）、Xプライズ財団がSXSWの会場において、ANAホールディングスをスポンサーとする4年間のグローバル・コンペティション「ANA AVATAR XPRIZE」の開催を発表した。参加チームは、操作者の分身となるアバターロボットを遠隔で操作し、視覚・聴覚・触覚などで周りの環境や人々を感じ、応対し、行動できる多目的なアバターを開発することが求められた。
2022年11月5日、ドイツのチームである「NimbRo」が優勝した。